# Coriolanus
Coriolanus es una adaptación cinematográfica británica de la tragedia Coriolano de Shakespeare, dirigida y protagonizada por Ralph Fiennes en su debut como director.

## Sinopsis
Caius Martius «Coriolano» (Ralph Fiennes), un venerado y temido general romano, está en desacuerdo con la ciudad de Roma y sus conciudadanos. Presionado por su controladora y ambiciosa madre Volumnia (Vanessa Redgrave) para que busque la exaltada y poderosa posición de cónsul, él se resiste a congraciarse con las masas cuyos votos necesita para asegurarse el cargo. Cuando el público se niega a apoyarlo, la ira de Coriolano solicita un motín que culmina con su expulsión de Roma. El héroe desterrado luego se alía con su enemigo jurado Tulo Aufidio (Gerard Butler) para vengarse de la ciudad.

## Reparto
- Ralph Fiennes como Gaio Marcio Coriolano.
- Gerard Butler como Tulo Aufidio.
- Vanessa Redgrave como Volumnia.
- Brian Cox como Menenio
- Jessica Chastain como Virgilia.
- John Kani como el general Cominio.[4]
- James Nesbitt como Sicinius.[5]
- Paul Jesson como Bruto
- Lubna Azabal como Tamora.[5]
- Ashraf Barhom como Cassius.[5]
- Slavko Štimac como el lugarteniente del ejército volsco.
- Dragan Mićanović como Tito.
- Radoslav Milenković como senador del ejército volsco.
- Harry Fenn como el joven Marcio.

## Estreno
La película se estrenó en Competición en el 61.º Festival Internacional de Cine de Berlín el 14 de febrero de 2011 y abrió el Festival Internacional de Cine de Belgrado 2011. El 2 de diciembre de ese mismo año, se proyectó en Nueva York y Los Ángeles. A febrero de 2012, todavía no se ha distribuido por todos los EE. UU. Sin embargo, la película ha sido mostrada de forma limitada en otras grandes ciudades de los Estados Unidos, como Chicago. Recibió un exhibición completa en los cines del Reino Unido el 20 de enero de 2012 después de su estreno en el cine Curzon Mayfair de Londres el 5 de enero.

## Recepción

### Respuesta de la crítica
Coriolanus recibió críticas generalmente positivas y actualmente tiene un total de 94% en Rotten Tomatoes, basado en 123 opiniones. El consenso dice: «Visceral y llamativa visualmente, Coriolanus de Ralph Fiennes demuestra que Shakespeare todavía puede ser electrizante y relevante en un contexto moderno». Katherine Monk de The Vancouver Sun dio a la película una calificación de 3,5 sobre 5, indicando que «Coriolanus no solo busca todos los paralelismos contemporáneos, reitera la tragedia del incansable patriota explotado que espera ganar el amor al final del barril». Manohla Dargis de The New York Times escribió en su reseña que el «Sr. Fiennes ha tomado decisiones inteligentes aquí, sobre todo por rodearse de un gran elenco secundario».

### Reconocimientos
Esta película fue nominada al Oso de oro de Berlín en el 61.º Festival Internacional de Cine de Berlín. Ralph Fiennes fue nominado al premio BAFTA al mejor director, guionista o productor británico novel en la 65.ª entrega de los Premios BAFTA 2011.